# سفارة مصر في موريتانيا
سفارة مصر في موريتانيا هي الممثلية الدبلوماسية العليا لدولة جمهورية مصر العربية لدى الجمهورية الإسلامية الموريتانية. تقع السفارة في نواكشوط، وتهدف لتعزيز المصالح المصرية في موريتانيا.